# Stain
Albums de Living Colour
Biscuits
(1991) Collideøscope
(2003)
Singles
1. Leave It Alone
Sortie : février 1993
2. Nothingless
Sortie : mai 1993

Stain est le troisième album studio du groupe de rock américain Living Colour. Il est sorti le 3 mars 1993 sur le label Epic Records.

## Historique
Cet album fut enregistré aux Bearsville Studios, et aux Long View Farm Studios et produit par Ron St. Germain (Bad Brains). Il est le premier album du groupe avec le bassiste Doug Wimbish. Il est le dernier album du groupe avant sa séparation en 1995.
Il atteindra la 26e place du Billboard 200 aux États-Unis.

## Liste des titres
| No  | Titre                  | Auteur                                                | Durée |
| --- | ---------------------- | ----------------------------------------------------- | ----- |
| 1.  | Go Away                | Will Calhoun, Corey Glover, Vernon Reid, Doug Wimbish | 4:04  |
| 2.  | Ignorance Is Bliss     | Calhoun, Glover, Reid, Wimbish                        | 3:17  |
| 3.  | Leave It Alone         | Glover, Reid, Wimbish                                 | 3:28  |
| 4.  | Bi                     | Calhoun, Reid                                         | 4:46  |
| 5.  | Mind Your Own Business | Reid                                                  | 3:16  |
| 6.  | Auslander              | Calhoun, Glover, Reid, Wimbish                        | 2:38  |
| 7.  | Never Satisfied        | Glover, Reid                                          | 4:05  |
| 8.  | Nothingness            | Calhoun                                               | 3:30  |
| 9.  | Postman                | Reid                                                  | 3:30  |
| 10. | Wtff                   | André Betts, Calhoun, Glover, Reid, Wimbish           | 2:16  |
| 11. | This Little Pig        | Calhoun, Glover, Reid, Wimbish                        | 3:02  |
| 12. | Hemp                   | Reid, Andrew Fairley                                  | 1:36  |
| 13. | Wall                   | Calhoun, Glover, Reid, Wimbish                        | 5:24  |

Titres bonus uniquement sur l'édition européenne
| No  | Titre                    | Auteur                         | Durée |
| --- | ------------------------ | ------------------------------ | ----- |
| 14. | T.V.News                 | Calhoun, Glover, Reid, Wimbish | 4:20  |
| 15. | Love Rears Its Ugly Head | Reid                           | 4:28  |

## Musiciens
Groupe
- Will Calhoun: batterie, percussion
- Corey Glover: chant

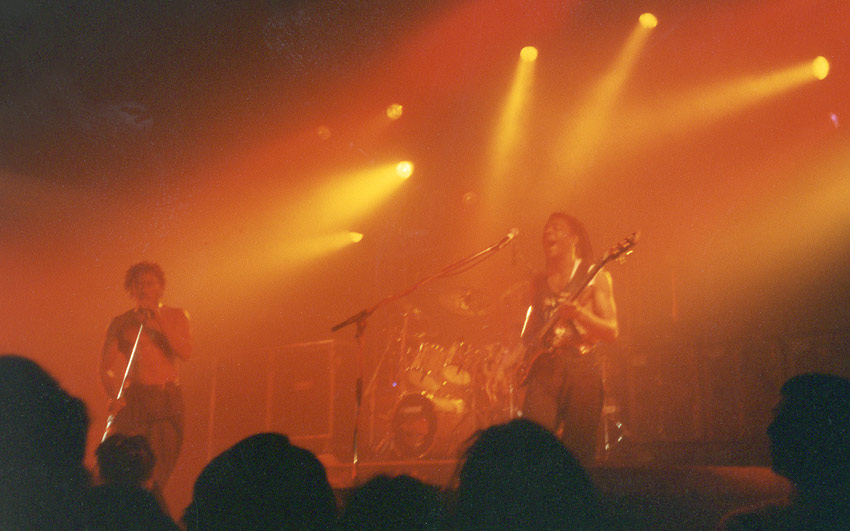
Living Colour en concert pendant la tournée qui a suivi la sortie de Stain.

- Vernon Reid: guitares, synthétiseur
- Doug Wimbish: basse, ambiance

Musiciens additionnels
- Bernard Fowler: chœurs sur Never Satisfied
- Andrew Fairley: chant sur Hemp

## Charts
Album
| Pays             | Durée du classement | Meilleur classement |
| ---------------- | ------------------- | ------------------- |
| Allemagne        | 9 semaines          | 29e                 |
| Australie        | 11 semaines         | 18e                 |
| Autriche         | 8 semaines          | 25e                 |
| Canada           | 8 semaines          | 25e                 |
| États-Unis       | 12 semaines         | 26e                 |
| Nouvelle-Zélande | 12 semaines         | 10e                 |
| Pays-Bas         | 18 semaines         | 8e                  |
| Royaume-Uni      | 3 semaines          | 19e                 |
| Suède            | 1 semaine           | 42e                 |
| Suisse           | 11 semaines         | 14e                 |

Singles
| Année | Single         | Chart                  | Durée du classement | Position |
| ----- | -------------- | ---------------------- | ------------------- | -------- |
| 1993  | Leave It Alone | Mainstream Rock Tracks | 10 semaines         | 4e       |
| 1993  | Leave It Alone | Alternative Songs      | 10 semaines         | 14e      |
| 1993  | Leave It Alone | Alternative Airplay    | 11 semaines         | 4e       |
| 1993  | Leave It Alone | UK Singles Chart       | 2 semaines          | 34e      |
| 1993  | Leave It Alone | RMNZ Singles Top40     | 10 semaines         | 20e      |
| 1993  | Leave It Alone | Mega Top 50            | 3 semaines          | 41e      |
| 1993  | Ausländer      | UK Singles Chart       | 1 semaine           | 53e      |
| 1993  | Nothingness    | Alternative Songs      | 8 semaines          | 17e      |
| 1993  | Nothingness    | Alternative Airplay    | 8 semaines          | 17e      |
| 1993  | Nothingness    | RMNZ Singles Top40     | 3 semaines          | 28e      |